# Estación Joana Bezerra
La Estación Joana Bezerra es una de las más importantes del Metro de Recife, siendo la segunda más próxima al centro de la capital. La terminal de autobuses integrado a esta permite el acceso (directo o indirecto) a un gran número de barrios de las cinco mayores ciudades de la región: Recife, Olinda, Jaboatão dos Guararapes, Camaragibe y Paulista.

## Ubicación
Está situada casi bajo el Viaducto Papa Juan Pablo II, uno de los principales accesos entre la Zona Sur y la Zona Norte de Recife. En la Línea Centro está entre las estaciones de Recife y Afogados. En la Línea Sur está entre las estaciones de Recife y Largo da Paz.

## Características
Formada por tres plataformas: una que tiene como destinos finales las estaciones Camaragibe y Jaboatão, la del medio con destino a la Estación Recife (para el tren de la línea Centro) a un lado y a la Estación Cajueiro Seco (para el tren de la línea Sur) en el otro y la última plataforma que da servicio exclusivamente a la línea Sur y tiene como destino a la Estación Recife. Permite la unión con la terminal intermodal de Joana Bezerra (Sistema Estructural Integrado).